# Turistická značená trasa 6004
 Turistická značená trasa 6004 je žlutě vyznačená 5 kilometrů dlouhá pěší trasa Klubu českých turistů vedená z Písnice přes Cholupice a Točnou do Komořan.

## Popis trasy
Z Písnice vychází trasa společně s cyklostezkou A201 směrem na západ. V Cholupicích se napojí na cyklotrasu A204 a stále západním směrem projde kolem letiště v Točné. Zalesněnou strání sestoupá do Komořan, kde u zastávky MHD končí. Původně trasa vedla kolem křižovatky Na Beránku.
| Km | Místo                | Navazující a křižující trasy | Nadm. výška |
| -- | -------------------- | ---------------------------- | ----------- |
| 0  | Písnice pod rybníkem | 1013                         | 293 m       |
| 2  | Cholupice            |                              | 313 m       |
| 4  | Letiště Točná        | 3129                         | 308 m       |
| 5  | Komořany (bus)       |                              | 217 m       |

## Zajímavá místa
- Cholupická tvrz
- Cholupická bažantnice a dva hraniční duby
- Přírodní park Modřanská rokle-Cholupice
- Cholupický potok
- Letiště Točná

## Veřejná doprava
Cesta prochází kolem zastávky MHD Cholupické náměstí a končí na zastávce Komořany.